# 三氯叔丁醇
三氯叔丁醇，分子式C4H7Cl3O。

## 性质
无色、具有樟脑气味、易升华结晶。有半水合物与无水物两种形式。
- 半水物：熔点78°C。微溶于水（1:250），易溶于乙醇（1:1）、乙醚、甘油（1:10）、氯仿和挥发油。
- 无水物：熔点97°C，沸点167°C。易溶于热水，溶于乙醇（1 g/ml）、甘油（0.1 g/ml）、乙醚、丙酮、氯仿、石油醚、冰醋酸、油类。

## 制备

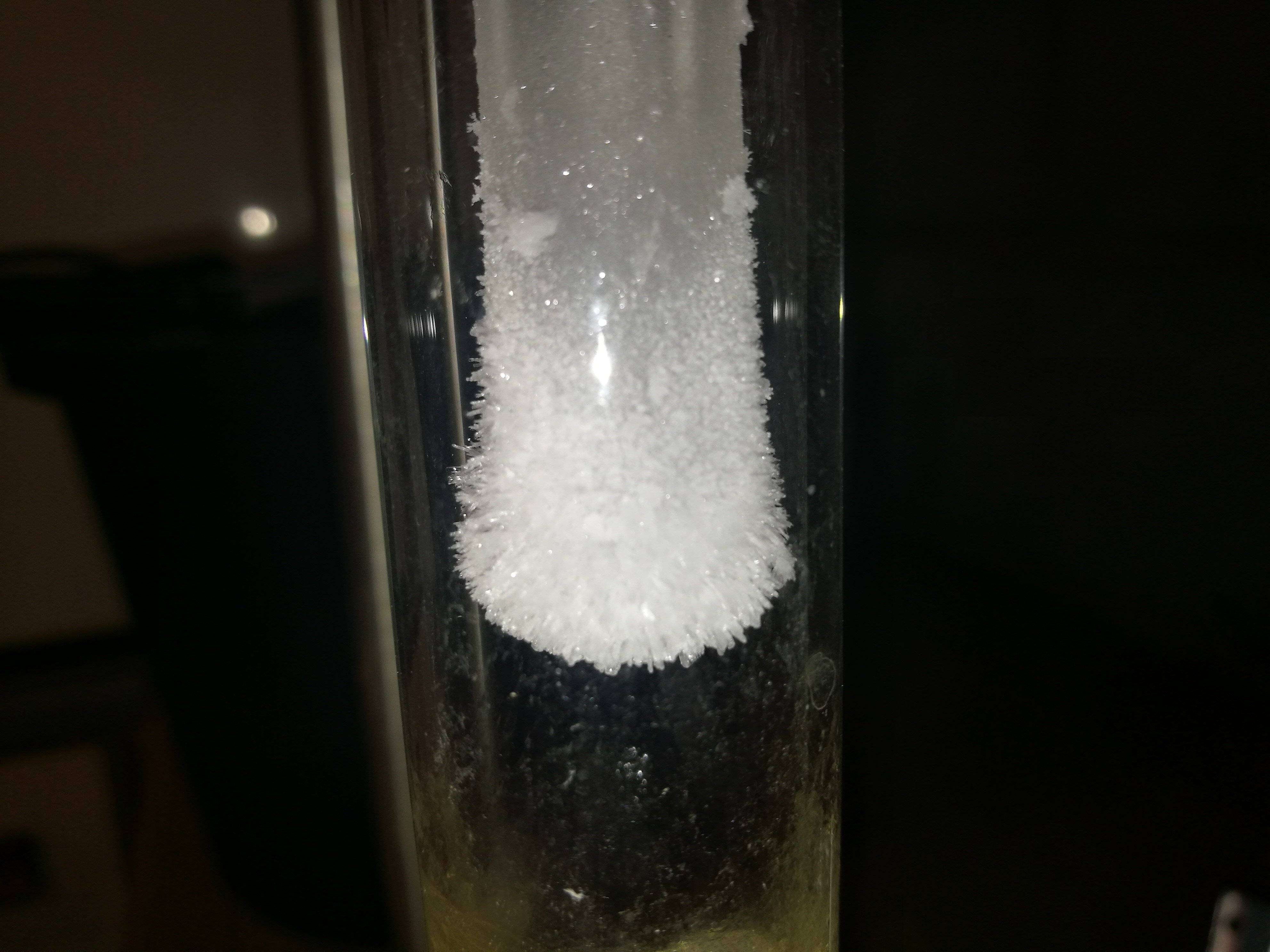
三氯叔丁醇升华后凝华，生长出无色晶体。

由氢氧化钾存在下丙酮与氯仿於15°C以下反应而得。反应毕过滤、蒸馏回收反应物，然后倒入冷水中，析出结晶，再经蒸馏水洗涤，并在50～55°C干燥，得到成品。
{\displaystyle \ CH_{3}COCH_{3}+CHCl_{3}\rightarrow (CH_{3})_{2}C(OH)CCl_{3}\cdot {\tfrac {1}{2}}H_{2}O}

## 用途
用于防腐药、止吐药和局部镇静药，在滴眼液和注射液中用作防腐剂。